# Pałac w Lednicach
Pałac Lednicki (niem. Schloss Eisgrub, cz. Zámek Lednice) – neogotycki pałac znajdujący się w Lednicach w kraju południowomorawskim, w Czechach, przy granicy z Austrią, kilkadziesiąt kilometrów od Brna. Jest on jednym z najważniejszych zabytków kompleksu lednicko-valtickiego.

## Historia

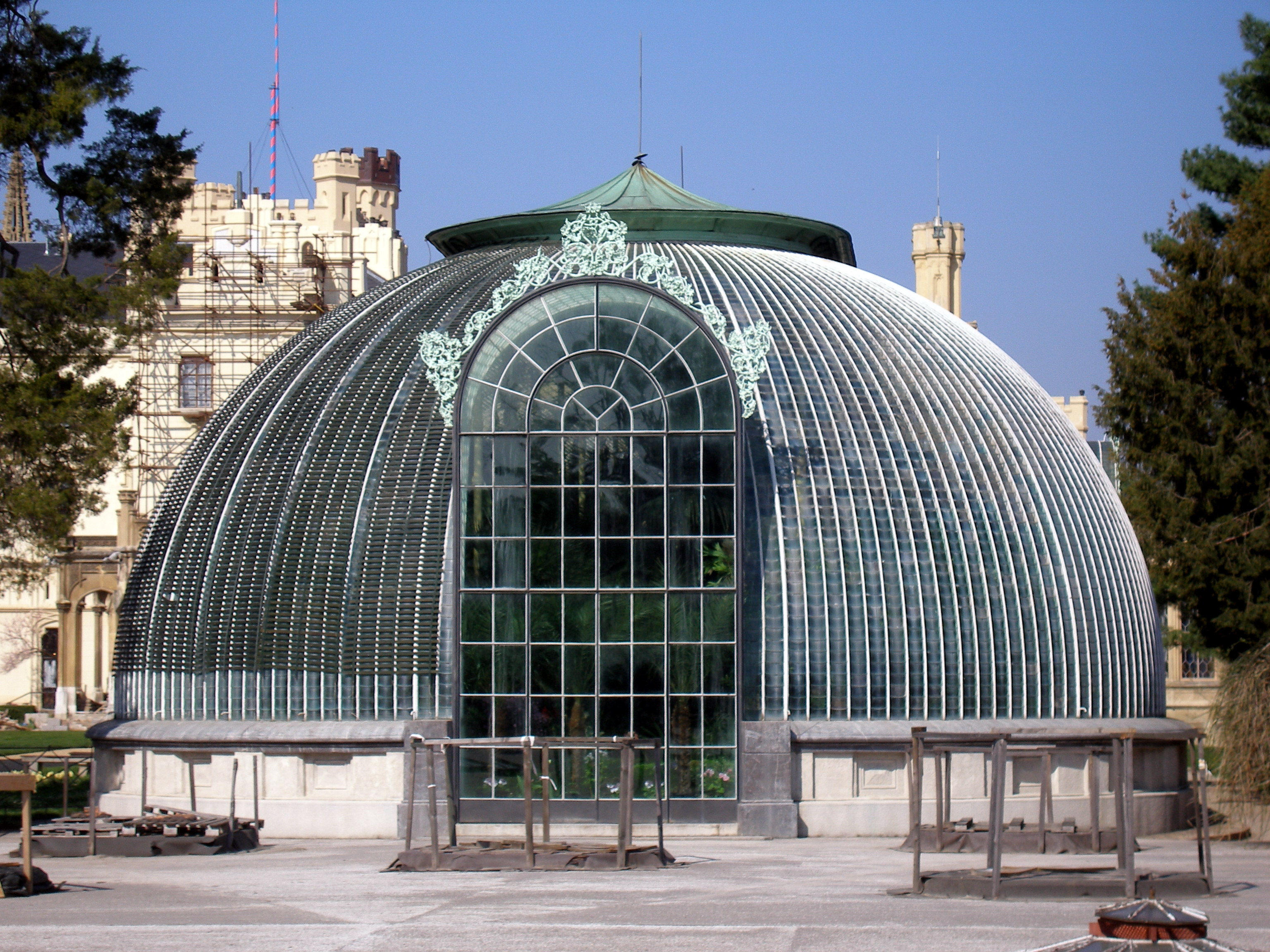
oranżeria

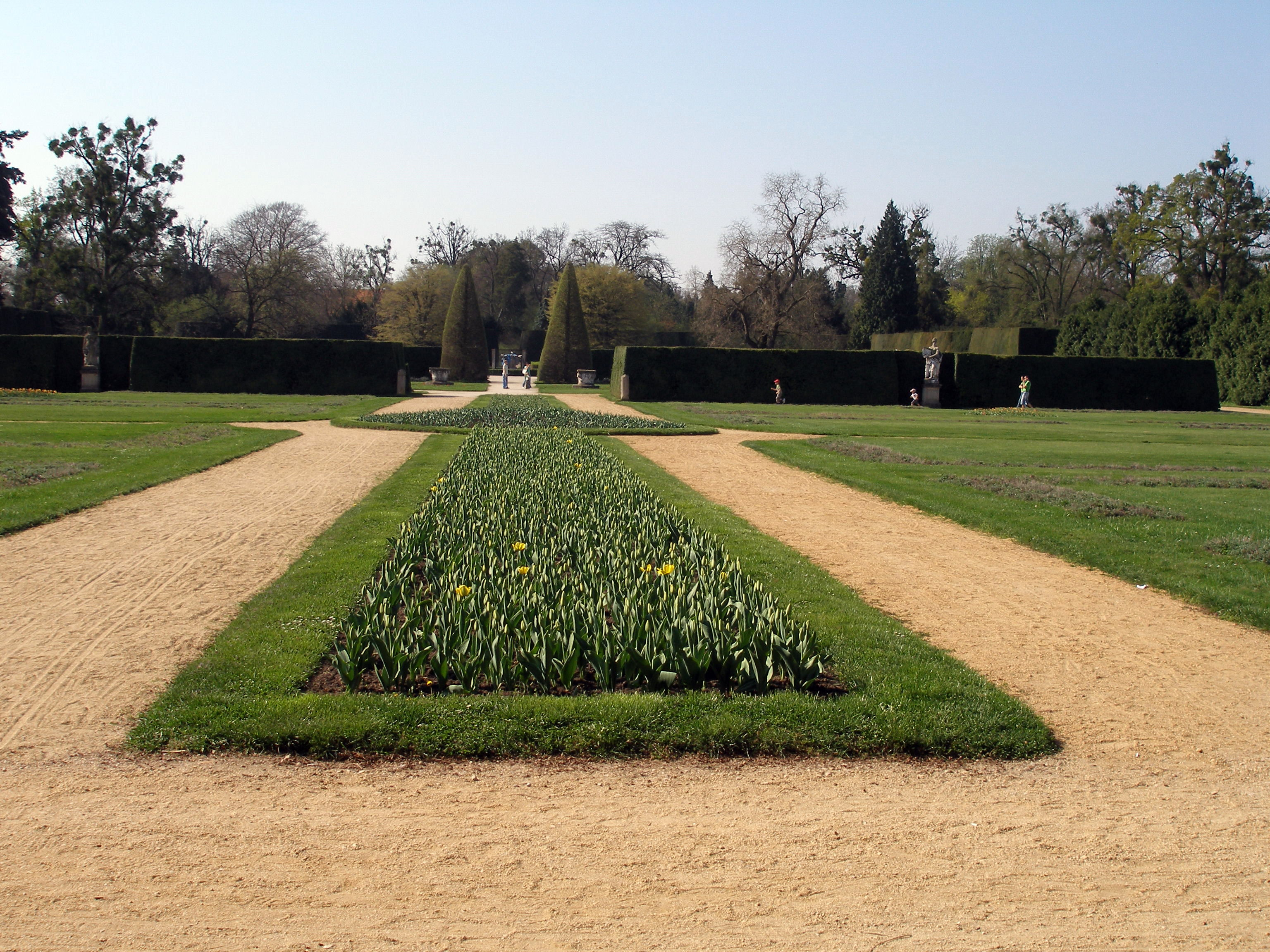
ogrody zamkowe

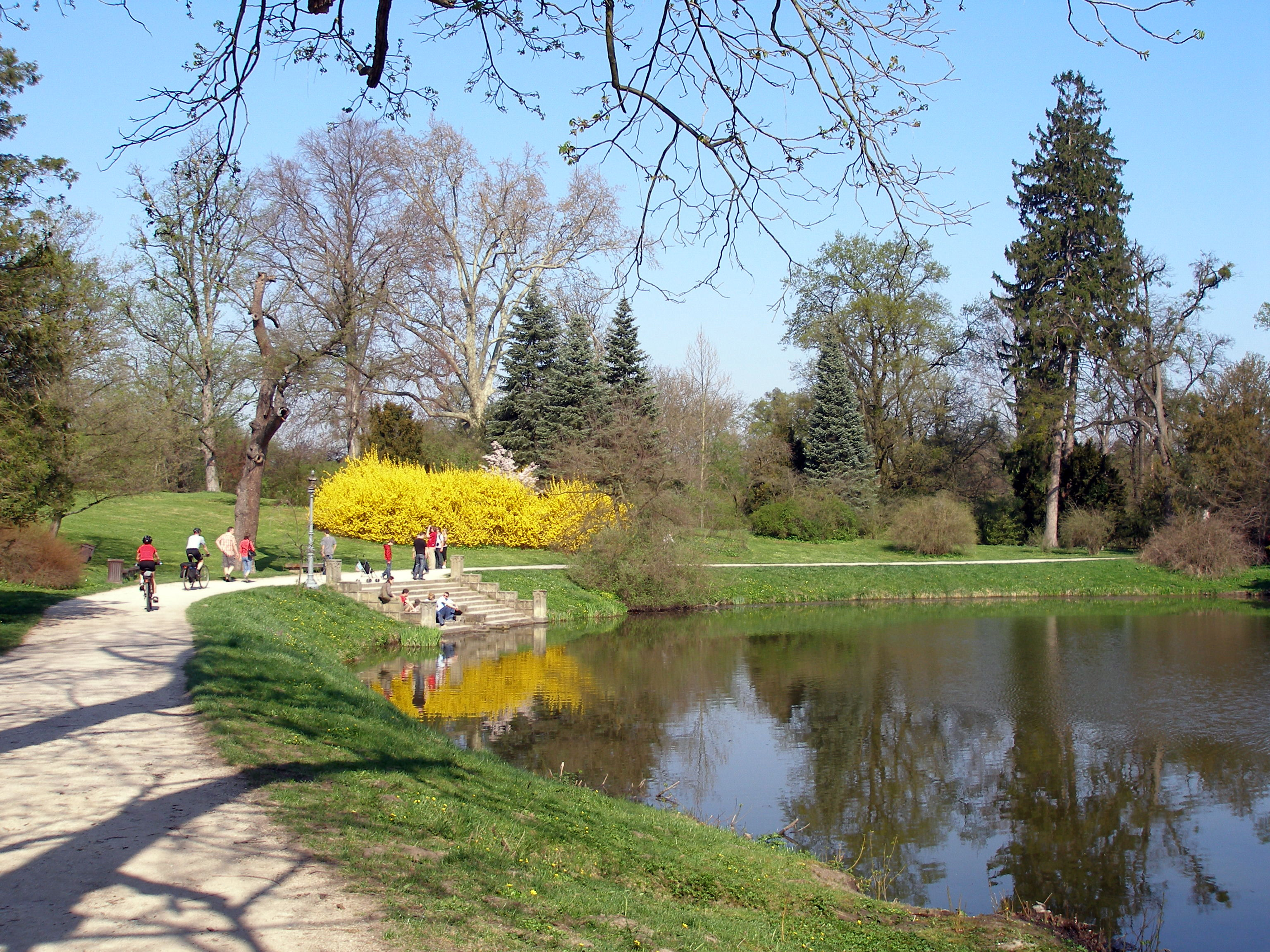
park otaczający zamek

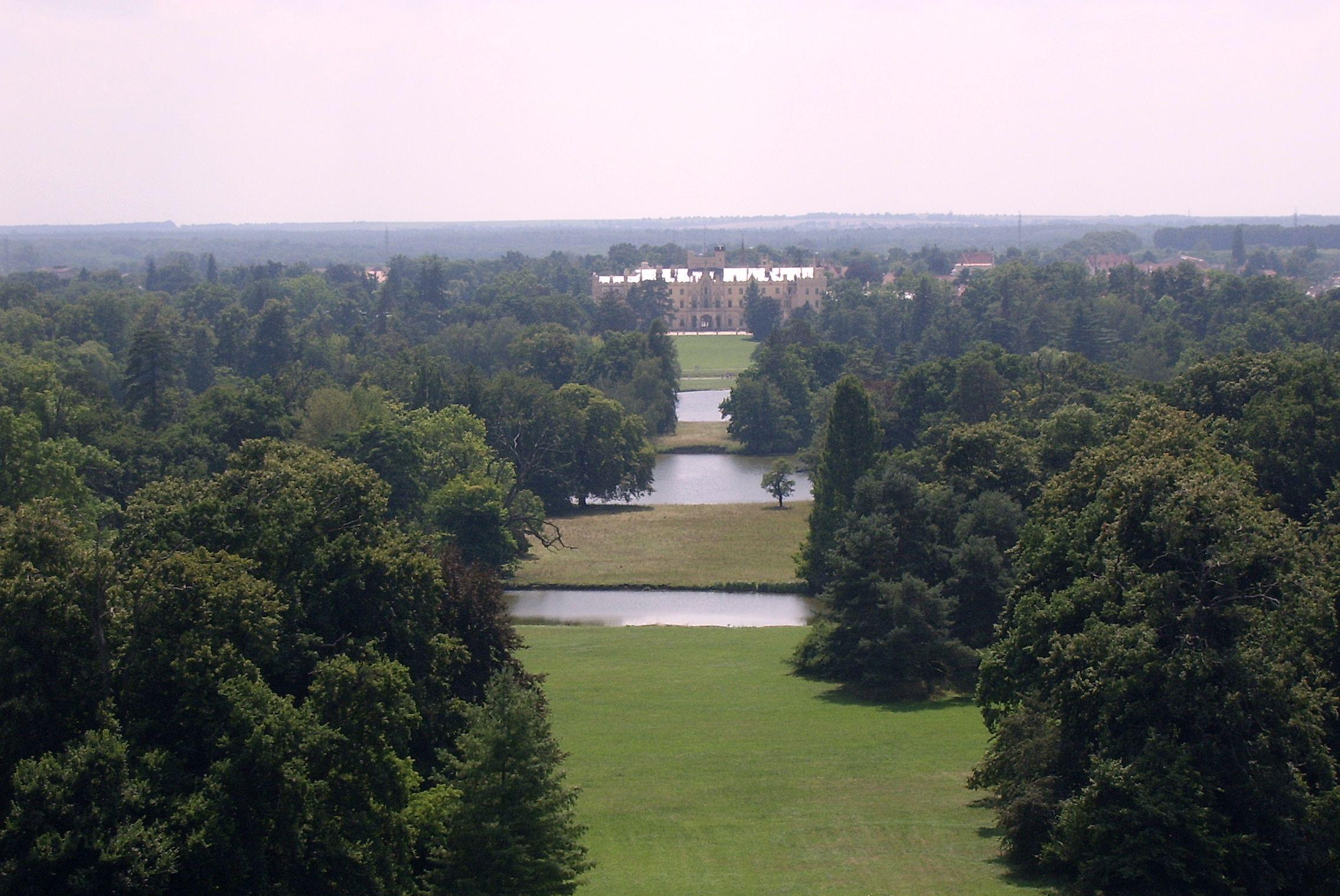
zamek z minaretu

Dawniej na miejscu dzisiejszego pałacu stała twierdza, którą margrabia Przemysł podarował Lichtensteinom, a o której wzmiankę znaleźć można już w dokumencie z 1222 roku. W XVI wieku twierdzę przebudowano na renesansowy pałac, który w następnym stuleciu przebudowano na rezydencję barokową. Później, w XVIII wieku, Jerzy Wingelmüller przebudował obiekt po raz ostatni – tym razem nadając mu styl nowogotycki. Fasady zostały wtedy ozdobione licznymi balkonami, wieżyczkami, wykuszami itp.
W XIV wieku Liechtensteinowie kupili znajdujący się niedaleko pałac w Valticach, a z terenów otaczających obydwie rezydencje utworzyli park. Nieopodal zamku powstały w tym czasie oranżeria i minaret. W XIX wieku cały teren urozmaicono jeszcze wieloma zabytkowymi dziś budowlami.

## Turystyka
Zwiedzanie pałacu
Zwiedzanie pałacu odbywa się na czterech trasach turystycznych:
- sale reprezentacyjne
- apartamenty książęce
- pokoje dziecięce
- grota z kolekcją straszydeł

Pozostałe atrakcje turystyczne
Dla zwiedzających dostępna jest pałacowa oranżeria. W pałacu mieści się również akwarium. W parku pałacowym i okolicy można również wejść na minaret oraz zwiedzić sztuczne ruiny zameczku myśliwskiego – Januv hrad. Można do nich dojechać bryczką lub łodzią albo dojść pieszo.
Najważniejsze atrakcje
- Schody wykonane z jednego pnia dębu
- 300-letnia palma w pałacowej oranżerii